# Opilioacarus italicus
Opilioacarus italicus är en spindeldjursart som först beskrevs av With 1904.  Opilioacarus italicus ingår i släktet Opilioacarus och familjen Opilioacaridae. Inga underarter finns listade i Catalogue of Life.